# チュフ語
チュフ語（チュフご、Chuj）は、グアテマラのウェウェテナンゴ県北部のサン・セバスティアン・コアタン (San Sebastián Coatán) 、サン・マテオ・イシュタタン (San Mateo Ixtatán) 、およびネントン (Nentón) の一部に住むチュフ族によって話される言語。マヤ語族の大カンホバル語群（カンホバル・チュフ語群）に属する。
2005年のエスノローグ第15版ではコアタンとイシュタタンのチュフ語を異なる言語として扱っていたが、2009年に1言語にまとめられた。
グアテマラの話者数は約4万人（2001年）。2010年の国勢調査ではメキシコのチュフ語話者数は2503人だった。

## 音声
チュフ語はマヤ祖語以来のnh /ŋ/を音素として持つ。例：nhabʼ「雨」（キチェ語ではjab’）。ほかにハカルテコ語とモチョ語のみがこの音素を持っている（いずれも大カンホバル語群に属する）。
喉頭化子音kʼは環境によって摩擦音化して[ɣ]になることがある。例：makʼaʼ [maɣaʔ] 「彼をなぐれ」。

## 関連文献
- García Pablo, Gaspar (2007). Stzolalil sloloni-spaxtini hebʼ Chuj: Gramática descriptiva Chuj. Guatemala: Academia de lenguas Maya de Guatemala
- Hopkins, Nicholas A. (2012). A Dictionary of the Chuj (Mayan) Language as Spoken in San Mateo Ixtatán, Huehuetenango, Guatemala ca. 1964-65. FAMSI